# Просницкий район
Просницкий район — административно-территориальная единица в составе Нижегородского, Горьковского, Кировского краёв и Кировской областей РСФСР, существовавшая в 1929—1959 годах. Административный центр — Просница.

## География
Район располагался в конце верхнего плёса реки Вятки, которая образует значительную излучину на севере. На территории района Вятка принимает самый большой из своих притоков — Чепцу. Выгодное географическое положение на пути между Москвой, Уралом и Сибирью содействовало большему, по сравнению с другими частями края, экономическому развитию. Позднейшее железнодорожное строительство, создавшее узел рельсовых путей, идущих в Москву, Санкт-Петербург, Нижний Новгород, Котлас и на Урал, закрепило его выгодное положение.
Почвы района — подзолистые супеси, пески и лёгкие суглинки. Из полезных ископаемых — значительное количество торфа, кварцевые пески, минеральные краски (охра, вивианит и другие), кирпичная глина, гравий, бутовый камень, известняк. Сельское хозяйство характеризуется значительными посевами картофеля, овощей и кормовых культур, развитым молочным скотоводством и свиноводством.

## История
Просницкий район был образован в составе Вятского округа Нижегородского края на основании постановления ВЦИК РСФСР от 10 июня 1929 года о разделении Нижегородского края (куда входила и Вятская земля) на округа и районы. Просницкий район объединил 20 сельских Советов с населением 36084 человека. В 1930 году округа были упразднены и район перешёл в прямое подчинения краю. В 1932 году Нижегородский край был переименован в Горьковский.
7 декабря 1934 года Просницкий район вошёл в состав Кировского края (с 1936 — Кировской области).
В 1930-е годы районный центр активно застраивался и благоустраивался: появились Раймаг, Райбольница и так далее. В 1934 году была протянута первая линия со станции Просница в село Усть-Чепцу.
Наибольшую трудность вызывало проведение коллективизации. Перестройка сельского хозяйства сопровождалась переломом всего уклада крестьянской жизни и сопряженными с ним потерями и бедствиями. Форсированные темпы коллективизации привели к тому, что уже в 1936 году в Просницком районе числилось 243 колхоза. Среди них были как вполне благополучные, так и экономически слабые, которые позднее стали объединяться. Успехам в сельском хозяйстве в немалой степени способствовало наличие МТС, первоначально находившейся в с.Полом. Однако отсутствие необходимых производственных помещений (гараж тракторного парка занимал нижний этаж Благовещенской церкви) привело к перемещению МТС в 1936 году на станции Просница.
В 1939—1941 годах по инициативе председателей колхозов Баева Павла Ивановича (колхоз «Искра»), Хардина Григория Аввакумовича («Гром») и Вахрушева Александра Григорьевича («Красный броненосец») на реке Филипповке была построена электростанция мощностью 100 кВт и мощная мельница, что позволило радиофицировать и электрифицировать близлежащие деревни.
В начале 1930-х годов многие артели, стабильно работавшие в 1920-е годы («Геркулес», «Жестянка», «Модель»,  Деветьяровская), были на грани развала из-за отсутствия централизованного снабжения. Так, существовавшая с 1929 года артель «Геркулес» по производству толокна обеспечивала работой 240 кустарей и имела большое значение для экономики района. Производившаяся ею продукция имела ежегодные благодарности от всесоюзного выставочного комитета, значительная часть шла на экспорт. Сохранение этой и других артелей районные власти считали своей первоочередной задачей.
В 1936 году вступил в строй черепичный завод в Зоринском колхозе Филипповского сельского Совета. Однако мощность завода была небольшой: в 1940 году кирпича было выпущено менее полумиллиона штук. В дополнение к нему для нужд строительства были проданы церкви в сёлах Усть-Чепца, Пыжа, Волма.
Народное образование, культура, медицина, дорожное строительство, противопожарные мероприятия финансировались, в основном, за счёт средств самообложения населения. В 1934 году в бюджете Просницкого района на народное образование было предусмотрено 537500 руб., 172600 руб. на здравоохранение, 33500 руб. на жилищно-коммунальное строительство, 10000 руб. на электрификацию и 14000 руб. на телефонизацию.
С конца 1930-х годов начал активно развиваться кирово-чепецкий промышленный узел (в устье Чепцы): первоначально как посёлок при строительстве ТЭЦ, затем — как рабочий посёлок Кирово-Чепецкий, в котором начал действовать крупный химический завод. В 1955 году был образован город Кирово-Чепецк.
Во время Великой Отечественной войны построенная на территории района ТЭЦ обеспечивала электроснабжение оборонных предприятий областного центра, на Трансибе был завершён участок вторых железнодорожных путей, район стал местом эвакуации сотен ленинградских детей и домом для беженцев с оккупированных территорий, создал госпиталь для раненых бойцов Красной Армии. За высокие показатели в выполнении планов производства сельскохозяйственной продукции Просницкий район в 1944 году был награждён переходящим Красным знаменем Наркомата земель СССР.
4 июня 1956 года к Просницкому району была присоединена часть упразднённого Вожгальского район.
14 ноября 1959 года Указом Президиума Верховного Совета РСФСР Просницкий район был упразднён, а его территория передана в состав Зуевского и (большая часть) Нововятского районов.

## Административное деление
В 1950 году в состав района входило 18 сельсоветов и 305 населённых пунктов:
| № п/п | Сельсовет      | Кол-во НП | Население |
| ----- | -------------- | --------- | --------- |
| 1     | Вахрушевский   | 26        | 2617      |
| 2     | Волменский     | 12        | 1115      |
| 3     | Гаженовский    | 10        | 638       |
| 4     | Долгановский   | 27        | 3434      |
| 5     | Злобинский     | 13        | 884       |
| 6     | Ильинский      | 26        | 1621      |
| 7     | Максаковский   | 11        | 858       |
| 8     | Поломский      | 16        | 1587      |
| 9     | Прокудинский   | 21        | 2860      |
| 10    | Просницкий     | 16        | 1003      |
| 11    | Пыжинский      | 21        | 1674      |
| 12    | Салтыковский   | 18        | 747       |
| 13    | Северюхинский  | 8         | 878       |
| 14    | Суслопаровский | 24        | 1052      |
| 15    | Торопунинский  | 12        | 940       |
| 16    | Филипповский   | 16        | 1411      |
| 17    | Чепецкий       | 11        | 1915      |
| 18    | Широковский    | 17        | 1458      |

## Главы райисполкома
Председатели Просницкого райисполкома:
1. Колпащиков Василий Арсеньевич, август 1929 — январь 1932
2. Толстова Евдокия Алексеевна, февраль 1932 — сентябрь 1932
3. Ступин Алексей Александрович, октябрь 1932 — февраль 1933
4. Репин Алексей Харлампович (Харлампиевич), февраль 1933 — июль 1934
5. Лубянов Семён Петрович, сентябрь — декабрь 1934
6. Свешников Яков Васильевич, декабрь 1934 — июль 1938
7. Шалагинов Геннадий Фёдорович, июль 1938 — июнь 1943
8. Шамриков Александр Константинович, июнь 1943 — август 1945
9. Прокошев Василий Иванович, сентябрь 1945 — февраль 1953
10. Жорин Иван Фёдорович, февраль 1953 — май 1954
11. Рухлядьева Александра Ивановна, июнь 1954 — февраль 1955
12. Ветошкин Фёдор Петрович, март — декабрь 1955
13. Меринов Николай Никанорович, январь 1956 — ноябрь 1959